# Cispadanische Republik

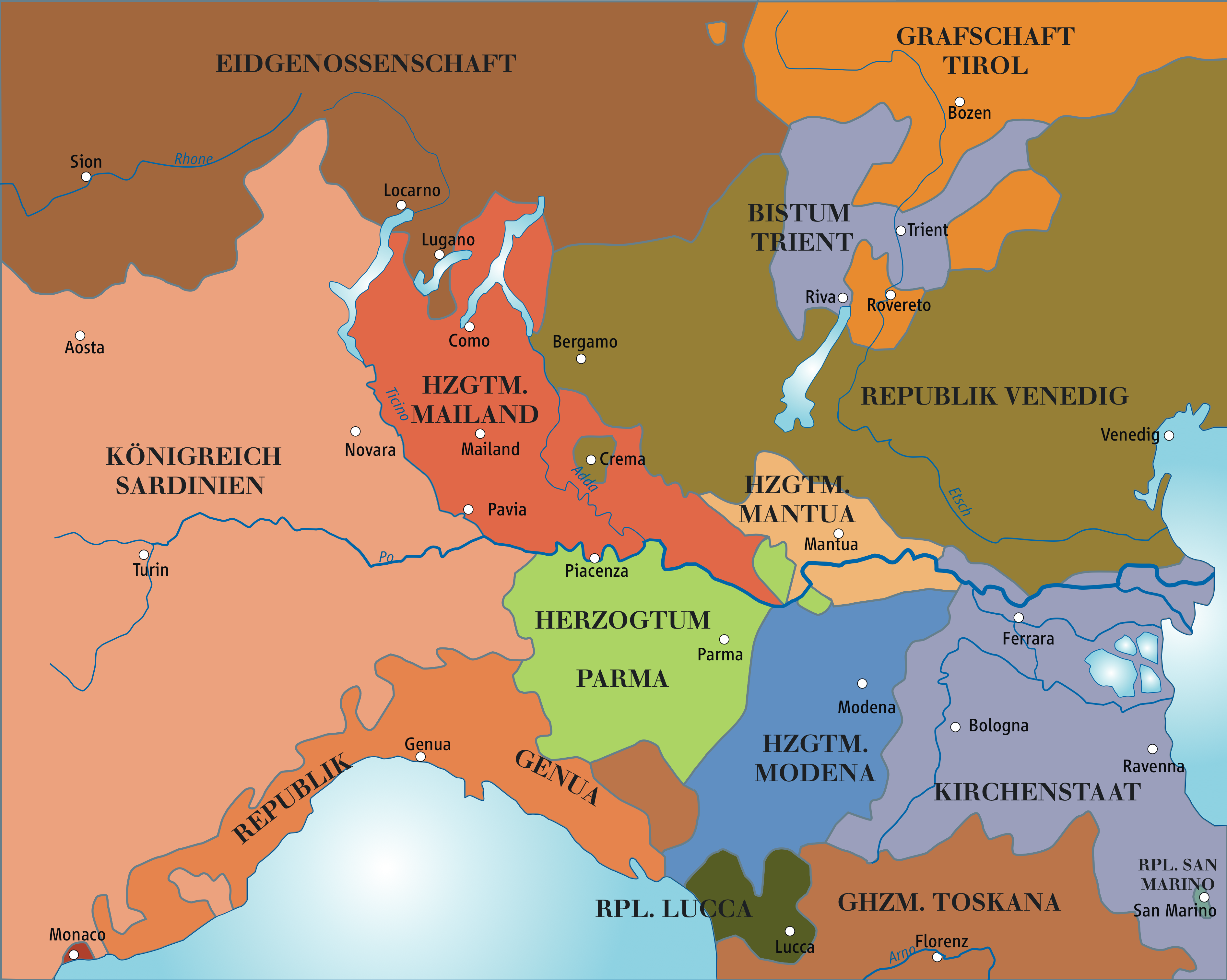
Nord- und Mittelitalien im Jahr 1796

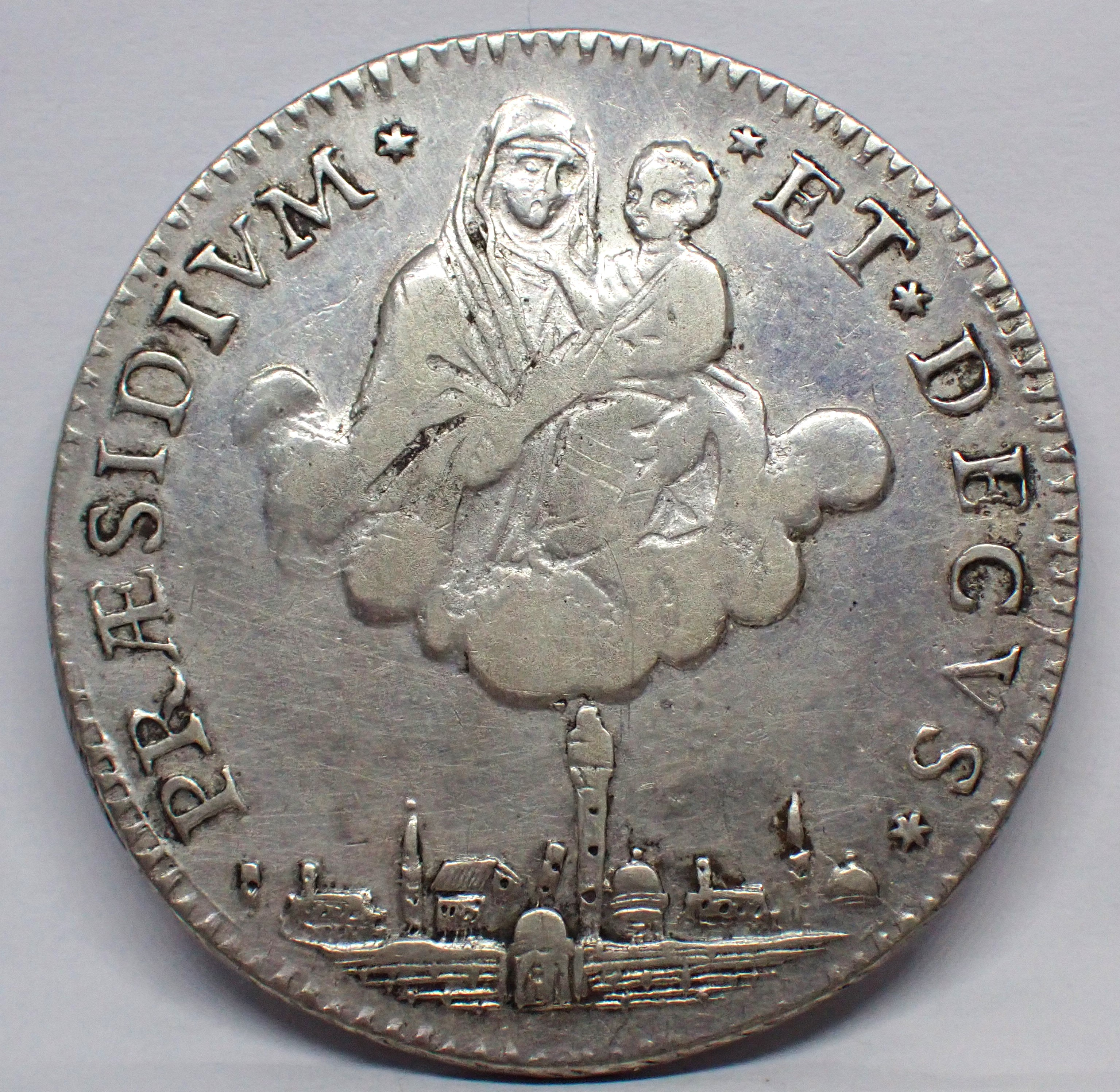
Halber Scudo der Cispadanischen Republik von 1797

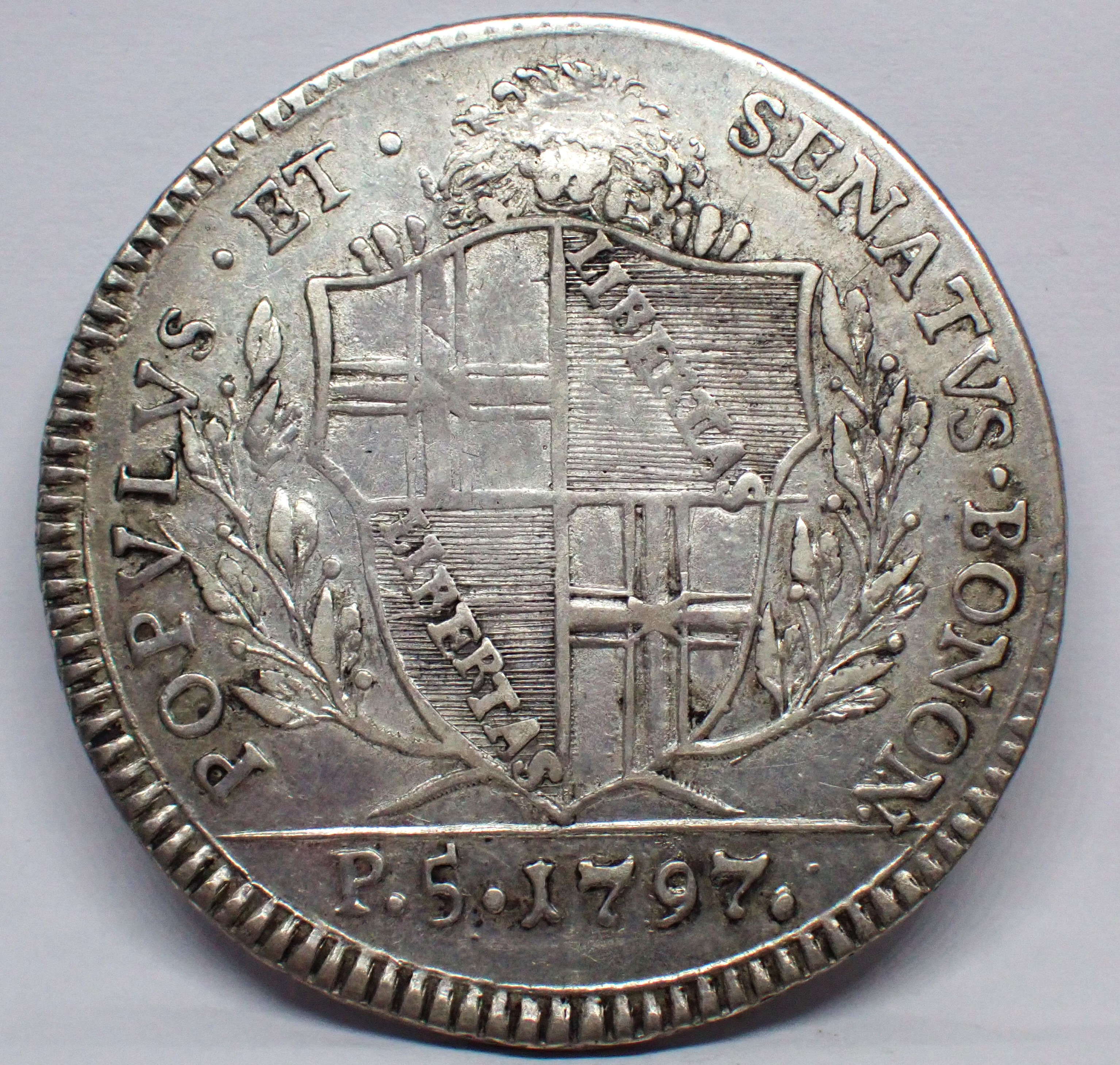
Halber Scudo der Cispadanischen Republik von 1797, Revers

Die Cispadanische Republik (zeitgenössische Schreibweise; daneben modern Zispadanische Republik; italienisch Repubblica Cispadana) war eine durch französischen Revolutionsexport errichtete italienische Tochterrepublik, die aus den Städten Modena, Reggio, Ferrara und Bologna sowie deren Umland gebildet wurde. Am 27. Dezember 1796 wurde sie konstituiert, durch den Anschluss an die Cisalpinische Republik aber schon am 9. Juli 1797 wieder aufgelöst.
Die Truppen General Bonapartes waren während des Ersten Koalitionskrieges im Februar 1796 über den oberitalienischen Hauptfluss Po bis in den Kirchenstaat vorgedrungen und führten weithin zur Auflösung der bisherigen Feudalstrukturen; im an den Kirchenstaat angrenzenden Herzogtum Modena vertrieben im August 1796 die lokalen Republikaner die alte Regierung. Die Städte Modena und Reggio (beide ehemals Herzogtum Modena) sowie Bologna und Ferrara (beide ehemals Legationen des Kirchenstaates) erklärten sich zu Kleinstrepubliken und schlossen sich Mitte Oktober 1796 zu einem Bund (Federazione Cispadana) zusammen. Die eigentliche Gründung eines Staates nach dem Vorbild des französischen Direktorialsystems geschah am Kongress in Reggio vom 27. Dezember 1796 bis 9. Januar 1797, zu dem die Vertreter dieser Städte zusammentraten. Allerdings erklärten Bologna und Ferrara bereits im folgenden Februar, der benachbarten, nur durch den Po getrennten transpadanischen Schwesterrepublik beitreten zu wollen, als die Verbindung zwischen den beiden Staaten durch den Fall der letzten österreichischen Festung Mantua gesichert worden war. Nachdem sich die Transpadische Republik am 29. Juni 1797 zur Cisalpinischen Republik neu formierte, löste sich kurz darauf der Rest der Cispadanischen Republik auf und schloss sich dieser am 9. Juli 1797 ebenfalls an.

## Bemerkungen

Flagge der Cispadanischen Republik

- Der Staatsname leitet sich aus den lateinischen Wörtern cis für diesseits und Padus für den Po her: Die Cispadanische Republik war also die Republik diesseits des Po, gesehen aus einem italienischen Blickwinkel. Eine territorial etwa entsprechende Region namens (Gallia) Cispadana hatte bereits Kaiser Augustus eingerichtet.
- Auf der vierzehnten Sitzung des cispadanischen Kongresses am 7. Januar 1797 mit den versammelten hundert Abgeordneten aus Bologna, Ferrara, Modena und Reggio Emilia machte Joseph Compagnoni aus Lugo den Vorschlag, dass die cispadanische Trikolore aus den Farben Grün, Weiß und Rot allgemein gebraucht werde, insbesondere auch als Ausführung für das cispadanische Ärmelband, das von jedermann getragen werden sollte. Der Vorschlag wurde vom Kongress akzeptiert. Auf der cispadanischen waagrecht gestreiften Fahne fand sich ein am 2. Januar 1797 festgelegtes Emblem aus militärischen Elementen, darunter ein Köcher, in dem vier Pfeile die Gründungsstädte der Republik symbolisierten. Am 25. Januar 1797 wurde ein 5. Pfeil (für Massa-Carrara) vorgeschlagen, aber es ist nicht bekannt, ob dieser im Emblem hinzugefügt wurde. Die Flagge war bis zum 19. Mai 1797 in Gebrauch. Der italienische Radrennfahrer Paolo Bettini führte die cispadanische Fahne anlässlich des Gewinns der Straßenweltmeisterschaft in Salzburg 2006 und Stuttgart 2007 auf dem Podium mit sich. Die Trikolore Cispadaniens gilt als erste nationale Flagge Italiens und wurde in abgewandelter Form (senkrechte Streifen) zur Flagge des heutigen italienischen Staats.